# Josef Frendlovský
Josef Frendlovský (4. července 1915 Štoky – ?) byl český akademický sochař a sklářský výtvarník, v 70. letech ředitel odborné sklářské školy v Železném Brodě.

## Studia
Vystudoval střední odbornou šperkařskou školu v Turnově (abs. 1933) a též Vysokou školu uměleckoprůmyslovou v Praze, přičemž pracoval mezi jinými v podniku Curt Schlevogt Henryho Günthera Schlevogta, který byl společně s firmou Heinrich Hoffmann nejznámějším výrobcem jizerskohorské umělecké krystalerie a v této době vyráběl světoznámou kolekci Ingrid, která se stala úspěšnou zejména po oceněních na pařížské výstavě v roce 1937.

## Odborná sklářská škola v Železném Brodě
Nakonec se stal učitelem na již zmiňované střední šperkařské škole v Turnově a také ředitelem odborné sklářské školy v Železném Brodě (1970-1975). Škola se v 70. létech přes probíhající politickou "normalizaci" věnovala spíše autorské sklářské tvorbě. Železnobrodským výtvarníkům byly znemožňovány veškeré kontakty se světem, proto se zaměřili na hledání nového pohledu na sklo, ve sklářské škole došlo k rozsáhlé modernizaci dílenských provozů a učitelé i studenti se zúčastnili další řady výstav.

## Dílo
- kolem 1935: Popelník, váza a dóza na cigarety, Curt Schlevogt, návrh Josef Frendlovský (firemní vzorník uložený ve sbírce Muzea skla a bižuterie v Jablonci nad Nisou)